# Wołodymyr Braiła
Wołodymyr Łeonidowycz Braiła, ukr. Володимир Леонідович Браїла (ur. 21 sierpnia 1978) – ukraiński piłkarz, grający na pozycji obrońcy, a wcześniej pomocnika.

## Kariera piłkarska

### Kariera klubowa
Wychowanek klubu Krywbas Krzywy Róg. W 1993 rozpoczął karierę piłkarską w drugiej drużynie Krywbasa. Potem występował w amatorskich zespołach Budiwelnyk Krzywy Róg i Sportinwest Krzywy Róg. Jesienią 1995 próbował swoich sił w drugiej drużynie Dynama Kijów. Latem 1996 został piłkarzem Nywy Winnica, w składzie której 24 lipca 1996 debiutował w Ukraińskiej Wyższej Lidze w meczu z Dniprem Dniepropetrowsk (0:4). Potem bronił barw amatorskiego Łokomotywa Dniepropetrowsk. W latach 1997–2001 przez 4 lata występował w Metałurhu Mariupol. Latem 1998 na krótko był wypożyczony do Szachtara Makiejewka. W okresie od 2002 do 2006 często zmieniał kluby, grał m.in. w klubach Tawrija Symferopol, Dynamo Symferopol, Worskła-Naftohaz Połtawa, Dynamo-IhroSerwis Symferopol, Krymtepłycia Mołodiżne i FK Ołeksandrija. Latem 2006 podpisał kontrakt z Zakarpattia Użhorod. Po sezonie 2010/2011, w którym nie zagrał żadnego meczu, opuścił zakarpacki klub.

## Sukcesy i odznaczenia

### Sukcesy klubowe
- mistrz Pierwszej Lihi Ukrainy: 2009
- wicemistrz Pierwszej Lihi Ukrainy: 2007